# 重庆三峡学院
30°47′50″N 108°22′42″E / 30.79722°N 108.37833°E
重庆三峡学院（英語：Chongqing Three Gorges University）是重庆市市属普通高等院校，坐落于重庆市万州区，是三峡库区腹地唯一的一所综合性应用型本科院校（学校代码10643），学校占地面积3039亩，校舍建筑面积68.56万平方米。该校前身为1956年成立的四川省万县初中师资训练班，先后更名为万县大学、万县专科学校、万县师范专科学校，1994年，万县师范专科学校与万县教育学院合并成立四川三峡学院，并升格为本科院校。并于2000年2月15日更名为重庆三峡学院，2013年，被国务院学位委员会批准为硕士学位授予单位。

## 校史更迭
- 1956年，成立四川省万县初中师资训练班
- 1958年，更名为万县大学
- 1959年，更名为万县专科学校
- 1978年，更名为万县师范专科学校
- 1994年，万县师范专科学校与万县教育学院合并，成立四川三峡学院
- 2000年，更名为重庆三峡学院
- 2003年，重庆三峡经济学校整体并入

## 教学单位
该校共有18个二级学院，分别是：
1. 工商管理学院
2. 财经学院
3. 计算机科学与工程学院
4. 文学院
5. 传媒学院
6. 外国语学院
7. 电子与信息工程学院
8. 美术学院
9. 教师教育学院
10. 环境与化学工程学院
11. 体育与健康学院
12. 土木工程学院
13. 马克思主义学院
14. 生物与食品工程学院
15. 公共管理学院
16. 数学与统计学院
17. 机械工程学院
18. 继续教育学院

## 教育情况
- 重点实验室：有7个，见下表：

| 名称                                   | 级别 | 负责人 | 依托单位               | 批准时间   |
| -------------------------------------- | ---- | ------ | ---------------------- | ---------- |
| 三峡文化与社会发展研究所               | 市级 | 郭作飞 | 文学与新闻学院         | 2002年1月  |
| 三峡库区可持续发展研究中心             | 市级 | 李炯光 | 三峡库区可持续发展中心 | 2006年12月 |
| 三峡库区水环境演变与污染防治重点实验室 | 市级 | 付川   | 化学与环境工程学院     | 2011年11月 |
| 信号与信息处理重点实验室               | 校级 | 邵宇丰 | 电子与信息工程学院     | 2012年7月  |
| 非线性科学与系统结构重点实验室         | 校级 | 鲁祖亮 | 数学与统计学院         | 2012年7月  |
| 西南民族社会发展研究中心               | 校级 | 滕新才 | 民族学与公共管理学院   | 2012年7月  |
| 三峡美术研究与创作中心                 | 校级 | 崔毅   | 美术学院               | 2012年7月  |

- 图书馆：馆藏纸质图书179.9万余册，电子图书176.2万种。
- 师资队伍：截止2020年12月，该校有1577名教职工，在职专任教师1087人。[3]
- 学生总数：有全日制在校学生2万余人。
- 学科建设：有62个本科专业，4个一级学科硕士学位授权点，4个专业学位硕士授权点。

## 学校文化
- 校训：厚德 博学 自强 创新
- 校庆日：3月26日[4]
- 校歌：《三峡学院之歌》[4]
- 校旗：学校校旗为红色长方形旗帜，旗帜中央为校名，校名上方为学校校标。[4]
- 校徽：学校校徽为题有校名的长方形证章，教职工所佩戴校徽为红底白字，学生所佩戴校徽为白底红字。[4]
- 校标：学校校标为双圆套圆形徽标，双圆之间上方呈弧型排列校名，下方呈弧型排列学校英文名称，内环中间有太阳和象征长江三峡夔门的组合图案，组合图案中间有学校英文简称“CTGU”和建校时间“1956”字样。[4]